# Rikke Frost
Rikke Frost (født 22. maj 1973 i Aabenraa) er en dansk industriel designer. I 2019 vandt hun DRs programserie Danmarks næste klassiker.

## Historie
Frost blev uddannet fra Arkitektskolen Aarhus i 2000, og etablerede egen virksomhed fire år efter. 
Hun har udstillet i ind- og udland, og har vundet flere designpriser. Blandt andet i 2012 hvor hun fik Boligmagasinets Design Award som årets læserfavorit  for sin gyngestol "Sway". I 2018 modtog hun prisen German Design Award for grebsdesignet "Filigree".
I marts 2019 vandt hun med børnemøbelet 'Bukki' DRs programserie Danmarks næste klassiker. Vindermøblet blev efterfølgende udstillet på Designmuseum Danmark.